# 常青街道 (鞍山市)
常青街道，是中华人民共和国辽宁省鞍山市铁东区下辖的一个乡镇级行政单位。2019年12月，撤销常青街道，下辖的5个社区成建制划入湖南街道。

## 行政区划
常青街道下辖以下地区：
富祥社区、工行社区、银环社区、九处社区和九中社区。